# Crinarnoldius maculatus
Crinarnoldius maculatus là một loài bọ cánh cứng trong họ Cerambycidae.